# Røgelsestræ
Slægten røgelsestræ (Boswellia) er lille og rummer ca. 10 arter, der er udbredt i de tropiske dele af Afrika og Asien
Det er stedsegrønne eller løvfældende buske eller træer, som er kendt for at udskille en mælkeagtig, duftende harpiks. Denne harpiks sælges i tørret form som den røgelse, der indgår i mange religioners ritualer. Planterne er tvebo med regelmæssige, 5-tallige blomster.
| Beskrevne arter |

- Hellig røgelsestræ (Boswellia sacra)
- Indisk røgelsestræ (Boswellia serrata)

| Andre arter |

- Boswellia carteri
- Boswellia elongata
- Boswellia frereana
- Boswellia glabra
- Boswellia neglecta
- Boswellia papyrifera
- Boswellia socotrana